# Parc Trembley
Pour les articles homonymes, voir Trembley.
Le parc Trembley est un jardin public, situé à Genève, en Suisse.

## Localisation
Le parc se trouve dans le quartier du Petit-Saconnex, sur la rive droite de la Ville de Genève, sur une colline qui surplombe le centre-ville. Il est délimité par l'avenue Giuseppe Motta, la rue Pestalozzi, la rue de Moillebeau et le chemin de Pré-Cartelier.

## Histoire
Ce grand parc faisait partie du domaine acquis par Abraham Trembley en 1757, il est resté propriété de cette famille pendant près de deux siècles. La maison de maître de la famille est encore visible sur l'avenue Moillebeau. La parcelle appartient à la Ville de Genève depuis 1930.

## Contenu du parc
Le parc Trembley est une immense pelouse inclinée qui accueille une école, une pataugeoire, une place de jeux, un terrain de football et un terrain de basket. De beaux arbres anciens y sont plantés.

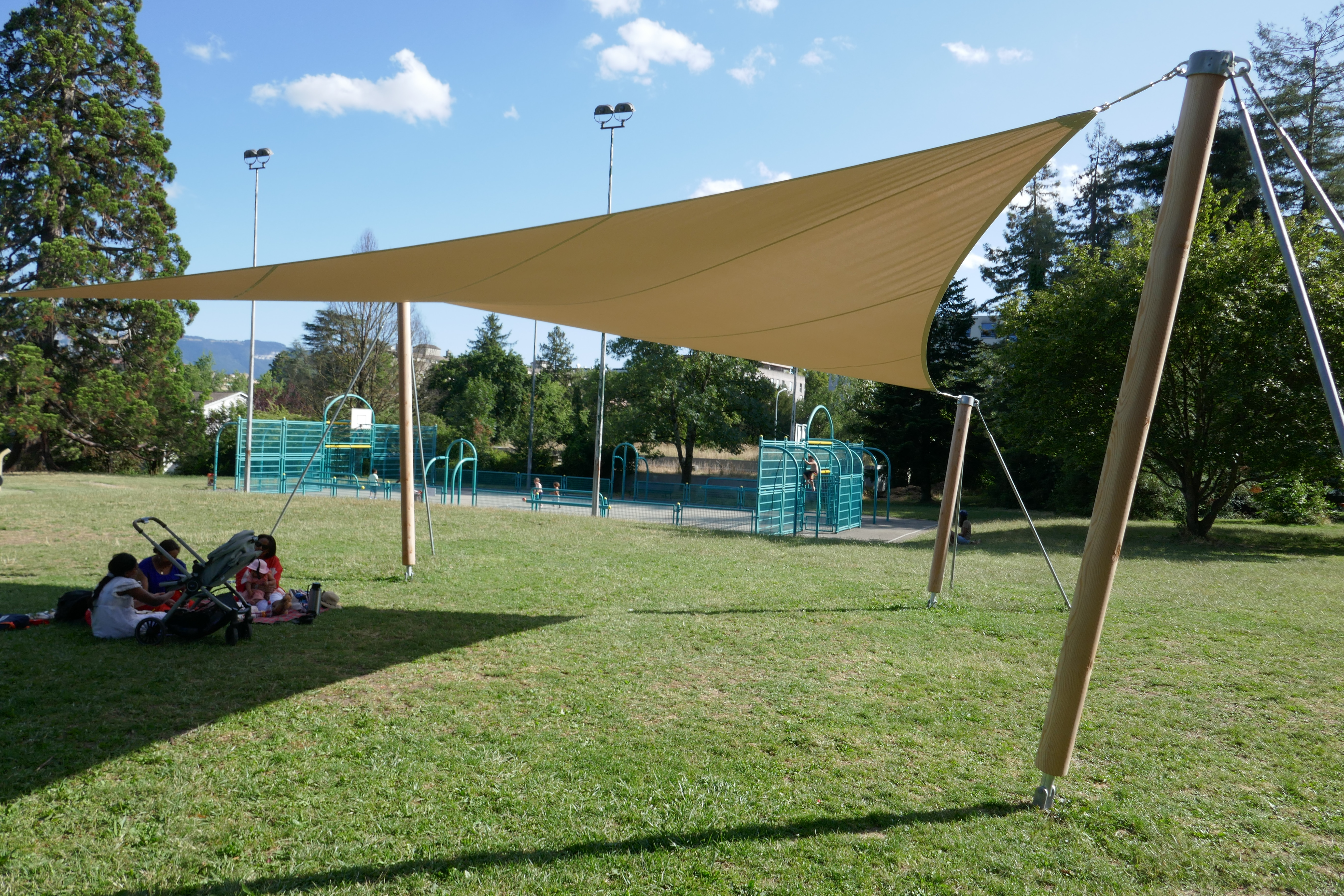
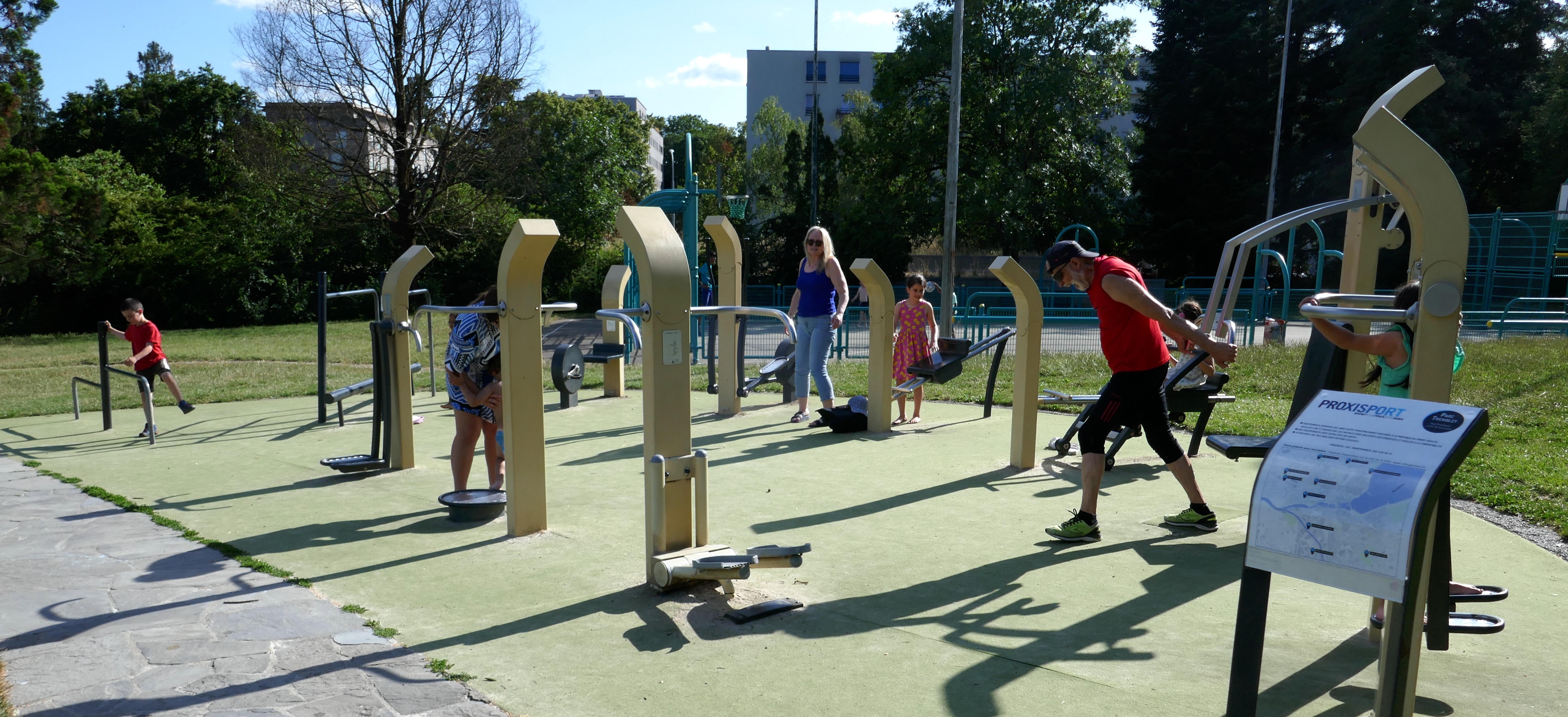
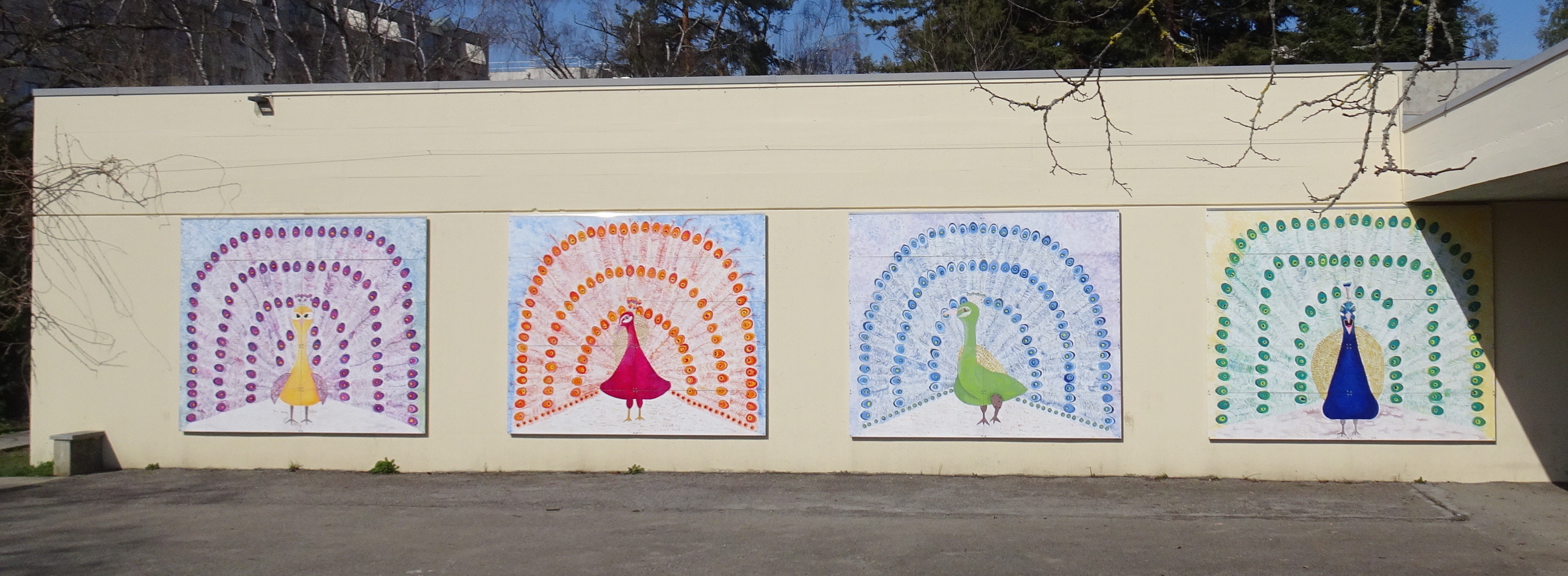
École Trembley
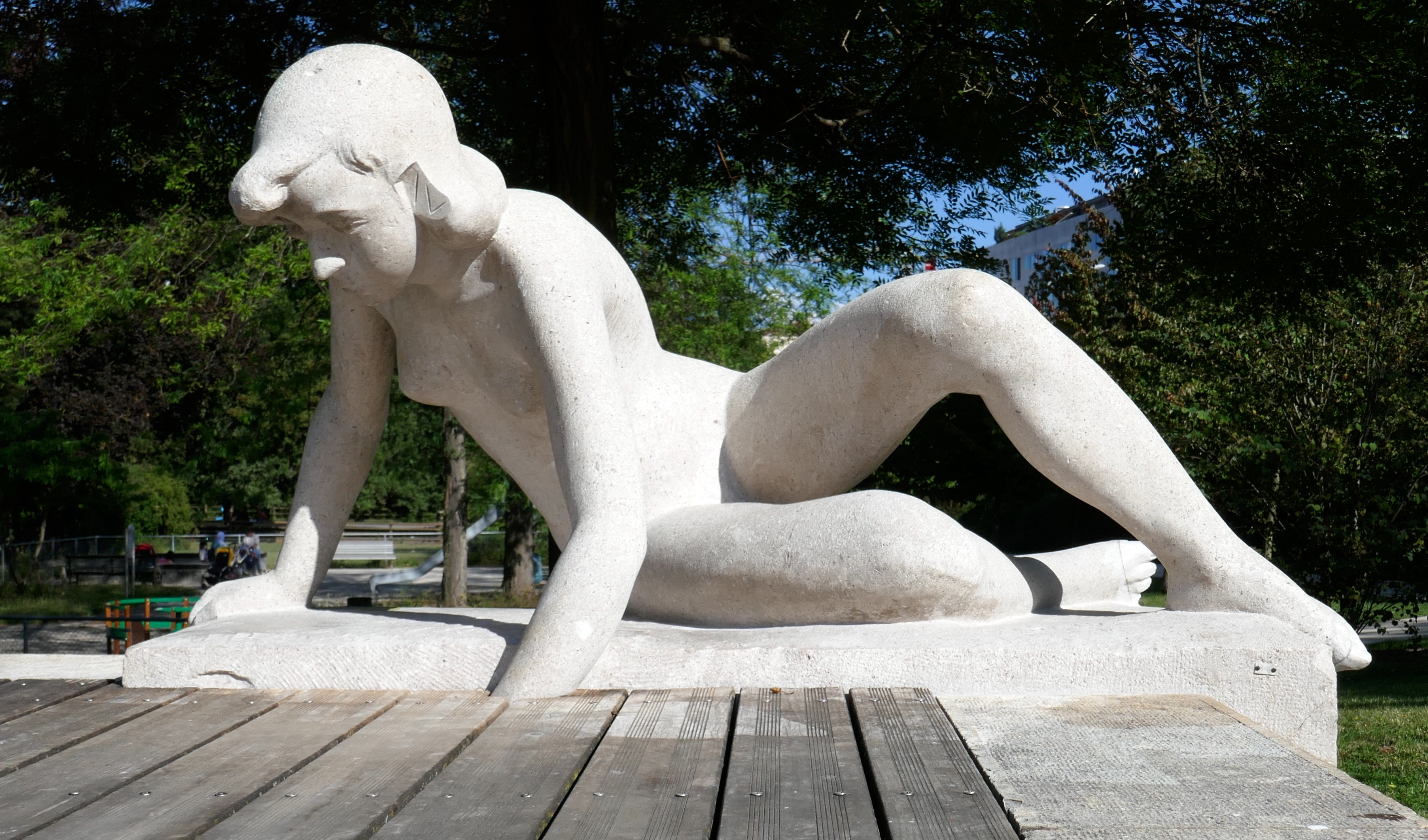
L'enfant au bateau

### « Les Réverbères de la Mémoire »

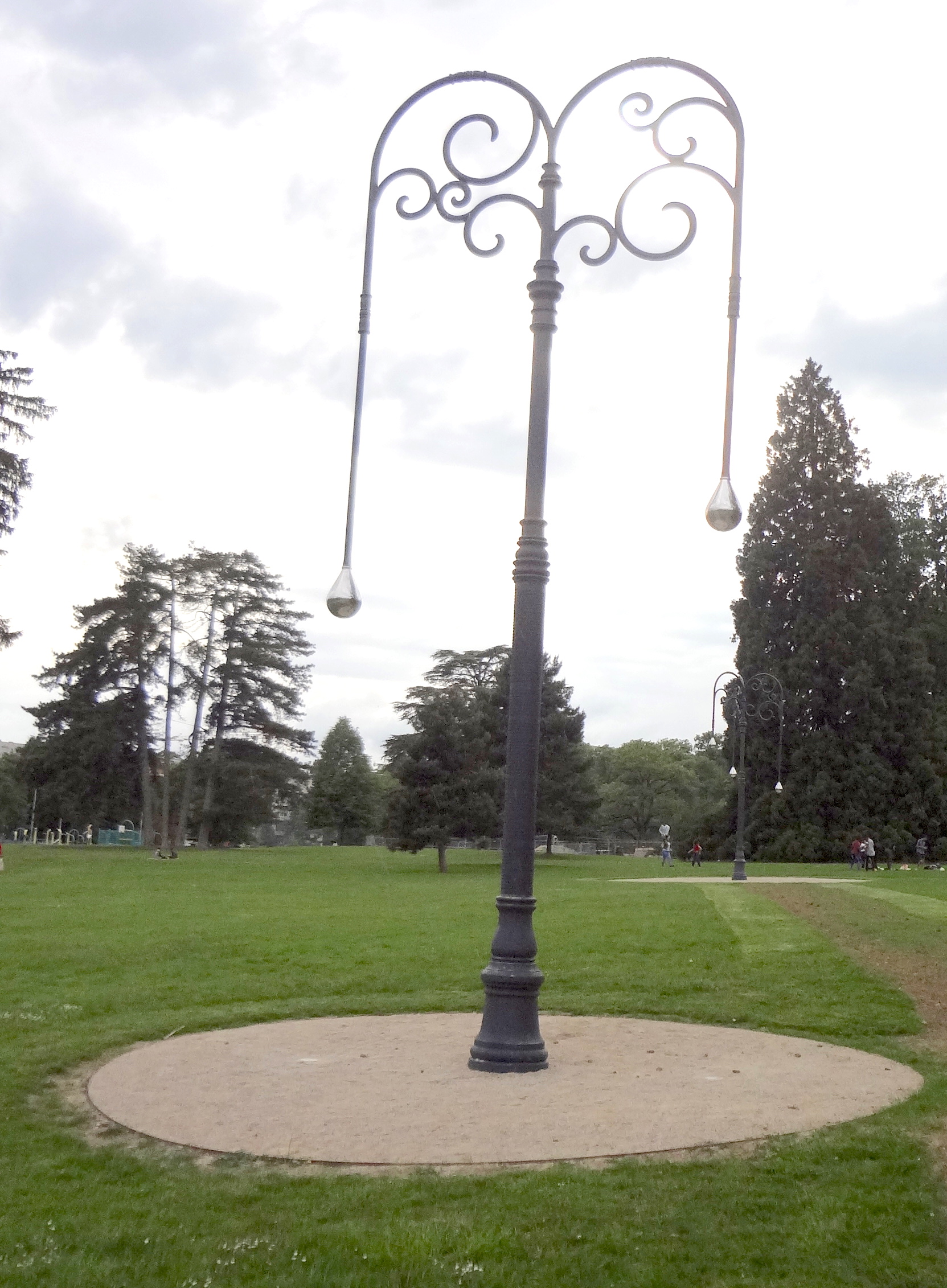
Candélabres du monument créé par Melik Ohanian.

Ce monument à la mémoire commune des Genevois et des Arméniens est l’aboutissement d’un souhait de la communauté arménienne de Genève, accepté en 2008 par la Ville de Genève et mis en œuvre par le Fonds municipal d’art contemporain (FMAC) en partenariat avec la communauté arménienne. Le génocide des Arménien en 1915-1917 a suscité des actions de solidarité de la population genevoise. Genève et sa région sont ainsi devenus un lieu central pour la communauté arménienne de Suisse.
Huit artistes ont participé au concours organisé par le FMAC. Le projet de Melik Ohanian a été retenu en 2010 à l’unanimité par un jury composés d’experts du milieu de l’art contemporain, de représentants de la communauté arménienne et de la Ville. Le monument édifié en 2018 vise à rendre hommage aux droits des peuples, aux mémoires blessées et à l’exil, il contribue à la lutte pour la mémoire des violences collectives dans un esprit d’ouverture et de dialogue. Neuf candélabres de bronze sont disposés dans le parc, ils portent des textes à la portée universelle. Les ampoules sont remplacées par des « larmes » chromées (une à trois par candélabre). De nuit, un éclairage au sol vise ces « larmes ». Le projet a été projeté d’abord sur le bastion Saint-Antoine, puis au parc de l'Ariana, avant de finalement se réaliser au parc Trembley,.